# Diecezja Newcastle
Diecezja Newcastle (ang. Diocese of Newcastle) – diecezja Kościoła Anglii w północnej Anglii, w metropolii Yorku. Siedzibą biskupa jest Newcastle upon Tyne. Została erygowana 23 maja 1882 roku na terytorium należącym wcześniej do diecezji Durham. 
Na czele diecezji stoi biskup diecezjalny z tytułem biskupa Newcastle, którego wspiera biskup pomocniczy, tytułowany biskupem Berwick. Ponadto w zarządzie diecezją bierze udział dwóch archidiakonów o określonych terytorialnie obszarach odpowiedzialności. 